# Uzerche
 Uzerche  (en occitano Usercha) es una comuna y población de Francia, en la región de Lemosín, departamento de Corrèze, en el distrito de Tulle. Es la cabecera y la localidad de mayor población del cantón de su nombre.
Su población en el censo de 2008 era de 3187 habitantes.
Está integrada en la Communauté de communes du Pays d'Uzerche.

## Demografía
| 3316 | 3314 | 3091 | 3097 | 2813 | 3062 | 3187 |
| Para los censos de 1962 a 1999 la población legal corresponde a la población sin duplicidades (Fuente: INSEE [Consultar]) |      |      |      |      |      |      |

## Personalidades
- Henri Cueco, pintor y escritor; autor de Conversaciones con mi jardinero